# Барбара Гордон
Ба́рбара Го́рдон (англ. Barbara Gordon) — супергероиня комиксов издательства DC Comics. Создана Гарднером Фоксом и Кармайном Инфантино и впервые появилась в качестве Бэтгёрл в Detective Comics #359. Барбара — приёмная дочь Джеймса Гордона, комиссара полиции Готэм-Сити.

## Биография
Родители Барбары погибли в автокатастрофе. Заботу о девочке взял лейтенант полиции Готэма Джеймс Гордон. Вскоре он удочерил Барбару.
Когда Барбара выросла, то она стала поклонницей Бэтмена. Она даже изготовила себе женский вариант его костюма. Однажды на бал-маскараде Барбара спасла Брюса Уэйна от преступника — Человека-Мотылька. Она не знала, что Брюс Уэйн — тот кто скрывается за маской её кумира. Вскоре Бэтмен пригласил Барбару присоединиться к команде защитников города. Между Брюсом и Барбарой возникли тёплые чувства, Бэтмен долгое время работал в паре с Бэтгёрл. Девушка-летучая мышь много раз спасала невиновных от преступников и ловила злодеев, пока одним вечером Джокер пришёл в квартиру к комиссару Гордону, чтобы доказать свою точку зрения, что любой может сойти с ума из-за «неудачного дня». Он желал свести с ума Гордона. Дверь Джокеру открыла Барбара. Злодей выстрелил. Пуля повредила позвоночник, и Барбару парализовало ниже пояса. Джокер раздел её и фотографировал, желая этим навредить рассудку Гордона.
Но мисс Гордон не перестала бороться с преступностью, хотя делать это прежними методами из-за паралича ног не могла. Барбара, благодаря своим выдающимся умственным способностям и навыкам хакера, стала помогать Бэтмену и Робину через радиосвязь как Оракул, предоставляя необходимую информацию и проводя анализ улик.
Позже было решено сделать паралич Барбары временным событием (длившимся три года), и в перезапуске DC Comics 2011 года, The New 52, её восстановили в качестве первой и единственной Бэтгёрл.

## Вне комиксов

### Телевидение

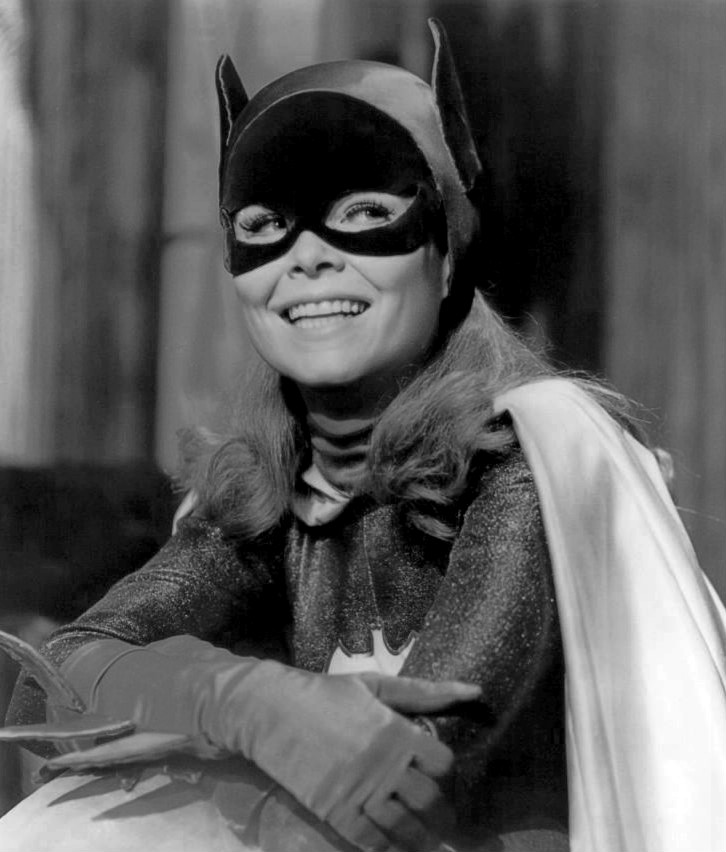
Ивонн Крейг в роли Бэтгёрл

Впервые персонаж появился вне комиксов в третьем сезоне телевизионного сериала 60-х годов Бэтмен. Роль Барбары Гордон исполнила американская актриса Ивонн Крейг.
Появляется в сериале «Хищные птицы», где девушка появляется уже после ранения, парализовавшей её. Но здесь мисс Гордон надевает костюм ночной мстительницы после изобретения устройства, позволяющего ей снова ходить. Позже Барбара в основном действует как Оракул.
В 4 сезоне телесериала «Стрела» Оливер Куин даёт Фелисити прозвище Наблюдатель, отмечая, что прозвище Оракул уже занято.
Барбара Гордон появилась сериале Титаны роль исполнила Саванна Уэлш.

### Кино

#### Серия Тима Бёртона и Джоэла Шумахера
В первых фильмах серии нет никаких упоминаний о семье комиссара Гордона. Впервые Барбара появляется в фильме «Бэтмен и Робин», где является родной племянницей Альфреда по имени Барбара Уилсон. По сюжету, её родители погибли в автокатастрофе, после чего она находила утешение в безумных гонках на мотоциклах. Это, в свою очередь, привело к её исключению из Оксфорда. Собрав достаточно денег, она отправилась в Готэм, чтобы навестить своего дядю и освободить его из «рабства» у Брюса Уэйна. Когда его болезнь начинает прогрессировать, он отдаёт Барбаре диск, чтобы та потом передала его брату Альфреда, Уиллфреду. Найдя пароль от защиты информации, Барбара находит на диске полную базу данных о истинной личности и оснащении Бэтмена и Робина. Найдя по данным с диска Бэт-пещеру, её встречает ИИ Альфреда, созданный в Бэт-компьютере. Как оказалось, Альфред предвидел приход своей племянницы и сделал то же самое, что когда-то сделал для Дика Грейсона — её личный комплект экипировки. Назвав себя Бэтгёрл, Барбара помогла Бэтмену и Робину победить Ядовитого Плюща и остановить безумие Мистера Фриза. В конце фильма, выздоровевший Альфред говорит, что время расширить Бэт-пещеру.

#### Трилогия Нолана
В фильмах Кристофера Нолана о Бэтмене у комиссара Гордона есть дочь, но её имя не названо.

### Расширенная вселенная DC
В отменённом фильме Бэтгёрл роль Барбары Гордон сыграла Лесли Грейс.

### Мультипликация

Барбара Гордон (Бэтгёрл)
в мультсериале «Бэтмен»

В «Бэтмене» 1992 года, «Новых приключениях Бэтмена» и «Бэтмене» 2004 года она появляется как супер-герой Бэтгёрл.
В «Бэтмен: Тайна Бэтвумен» в начале повествования Барбара уехала на учёбу и звонит Брюсу Уэйну, чтобы узнать, что за Бэтвумен появилась в Готэме.
В «Бэтмене будущего» Барбара работает комиссаром полиции, сменив отца Джеймса и является союзницей Бэтмена.
Появляется во 2 сезоне мультсериала «Юная Лига справедливости»
В «Бэтмен: Убийственная шутка» Барбара помогает Бэтмену поймать Пэриса Франца — племянника одного из боссов мафии, после они занимаются любовью. Вскоре Джокер повреждает её спину и она перевоплощается в Оракула. Озвучена актрисой Тарой Стронг.
В «Лего Фильм: Бэтмен» Барбара занимает пост комиссара полиции Готэма и в сложных отношениях с Бэтменом противостоит команде злодеев, возглавляемых Джокером. Озвучена Розарио Доусон и имеет ярко выраженную смуглую кожу.

### Видеоигры
В Injustice: Gods Among Us, Бэтгёрл в качестве Барбары Гордон является играбельным персонажем, а также у Бэтмена есть карта поддержки Оракул. В режиме истории после победы над Кал-Элом она снова становится Бэтгёрл, после гибели своего отца. Только не ясно как ей удалось вернуть свои ноги.

#### Серия игр Batman: Arkham
Появляется в первой игре как Оракул. Как в комиксах, она прикована к инвалидной коляске из-за пули, пущенной Джокером. В ней как персонаж не появляется, но постоянно даёт указания и помощь для главного героя. Бетгёрл озвучила Кимберли Брукс. В русской версии — Елена Борзунова.
Как и в предыдущей игре, она с Альфредом будет помогать по радиосвязи. Благодаря своим хакерским навыкам, помогает Бэтмену в раскрытии дел. Работает в огромной штаб-квартире, расположенной в Часовой башне Готэма. Барбару вновь озвучила Кимберли Брукс.
Барбара появляется как второстепенный персонаж в полицейском участке Готэма. Она уже тогда знала, что Бэтмен не враг городу и помогает ему, отвлекая на себя внимание полицейских.
Барбара вновь помогает Бэтмену противостоять Пугалу и Рыцарю Аркхема с помощью радиосвязи. Вскоре о её местоположении узнал Рыцарь Аркхема, и она была похищена. Бэтмен находит её в китайском квартале, однако Пугало уже впрыснул ей свой токсин, и она думает что Бэтмен её враг и убивает себя из пистолета. При этом Джокер (являвшийся галлюцинацией Бэтмена) перед выстрелом заслонил её спиной. Вскоре выясняется, что на самом деле вся эта сцена была иллюзией, а Барбара жива и находится в плену у Пугала. Крейн сбрасывает её с крыши, но Бэтмен её спасает и отвозит в полицейский участок Готэма, откуда она продолжает ему помогать. В игре раскрывается, что Барбара взаимно влюблена в Тима Дрейка, и в финале они женятся. В дополнении «A Matter of family», происходящем за год до событий Arkham Asylum, является играбельным персонажем и предстаёт в виде Бэтгёрл. В дополнении Барбара вместе с Тимом спасает своего отца из плена Джокера. В другом дополнении «A Flip of a Coin», Тим и Барбара вынуждены прервать свой медовый месяц из-за побега Двуликого. В конце Тим вынужден констатировать, что он окончен.

## Критика и отзывы
- В мае 2011 года Барбара Гордон заняла 17 место в списке 100 лучших героев комиксов по версии IGN.
- Гордон была определена на 17 место в списке 100 самых сексуальных героинь комиксов по версии журнала «Comics Buyer’s Guide»[11].